# Узени (историческая область)
Узени — историческое название области бассейнов степных рек внутреннего стока Большой Узень и Малый Узень, вклинившихся между бассейнами Волги и Урала (Яика) и параллельно текущих по Саратовской области России и Западно-Казахстанской области.

## Природа Узеней
Большой и Малый Узени берут начало на юго-западных склонах Общего Сырта и текут, в основном, в южном направлении. В пределах Западно-Казахстанской области реки переходят в обширную систему мелких озёр и болот, известных под именем Камыш-Самарских. Они, действительно, изобилуют камышами. К концу лета, на осень и зиму, вода в низовьях рек делается горько-солёной и негодной к употреблению. По одной из версий, Узени некогда впадали в северный залив Каспийского моря, отступившего затем на юг и оставившего после себя целую систему Камыш-Самарских озёр, уровень которых ниже уровня Каспийского моря. Среди этих озёр есть озера с самосадочной солью, которая имеет довольно явственный горький привкус и с давних пор известна под именем «узенской» (или «узеньской») соли. Начиная с 1973 года Саратовским оросительно-обводнительным каналом каждый год с 15 апреля по 15 ноября осуществляется подача волжской воды в исток Большого Узеня, со средним расходом 13,2 м3/с. В результате этого, гидрологический режим резко изменился: сток в летний период стал отмечаться почти вдоль всей реки.
Узени изобилуют всевозможной рыбой. На обрывистых склонах и на речном дне часто находили остатки мамонта (зубы, бивни — хорошо сохранившиеся, кости) и европейского тура (Bos primigenius), известного у старожилов под именем «допотопного быка». Весенние разливы образуют обширные заливные луга, прежде обеспечивавшие сеном на зимнее время сотни тысяч зимовавших здесь баранов и десятки тысяч лошадей.

## Древности Узеней
Известны узенские памятники археологии, в том числе курганные могильники со средневековыми погребениями. При археологических исследованиях могильника Мокринский были найдены серебряные монеты Золотой Орды. Долгое время здесь жили ногайцы, с которыми воевали яицкие казаки.

Третья редакция «Книги Большому Чертежу» (1627 год) сообщает: 
А река Узень потекла из кочевья Больших Нагаев прямо от реки Камелика, за 60 верст от Камелика. А другая розсошь Деревянные Узени потекла 120 верст от Саратова, потекла к реке Яику в озеро.

## Историко-географический термин «Узени»
В течение нескольких веков Узени (на всём протяжении своём) находились в сфере влияния Яицкого казачьего войска, основанного Василием Гугной в самом конце XIV века — приблизительно, в 1396 году, хотя административно-географически входили в его пределы лишь частично (в нижнем течении Большого и Малого Узеней). Именно яицкими казаками и было введено в оборот обобщённое название этой речной географической области — «Узени» (в яицких источниках, оно  зафиксировано ранее, чем в московских).
Здесь, на Узенях, беглецы из разных краёв строили среди камышей землянки. Здесь располагались старообрядческие храмы и скиты, к концу XVIII века весьма многочисленные. Их основателями были как яикцы-«горынычи», так и староверы из Центральной России, и — после милостивого указа Петра III — староверы-реэмигранты из Речи Посполитой. Именно сюда, «уехав тайно на Узени», привёз в 1772 году отважный Чика-Зарубин спасённое после Ембулатовской катастрофы войсковое знамя. Вскоре Чика стал соратником самозванца Емельяна Пугачёва — и в полной мере разделил триумф и трагедию Лже-Петра III. Примечательно, что на Узенях же, в окрестностях Казачьей Таловки был пленён Твороговым и другими заговорщиками сам Пугачёв...

Если не до, то, во всяком случае, после Пугачёвшины, казачий термин «Узени» вошёл в официальное делопроизводство Российской империи. 3 декабря 1787 года Екатерина II подписала указ «О построении укрепления при урочище Узенях, в Саратовской губернии». 
Для закрытия Саратовской губернии, а отчасти и других мест, и для обуздания киргиз–кайсаков, на кочевье к Волге приходящих и других народов, весьма нужным находим построить укрепление на Узенях... Мы не разумеем тут какой-либо регулярной крепости, которой бы и построение большого иждивения, и оборона всегдашнего содержания многих войск требовали, но земляного и единственного такого только укрепления, кое с меньшим трудом и убытком сделано быть может.
 — писала Екатерина. Получив этот указ 11 декабря 1787 года, Воронежский и Саратовский генерал-губернатор В. А. Чертков оказался в довольно затруднительном положении, поскольку «за предстоящими от снегов и бываемых в открытых местах частых метелей, а  от того глубоких сугробов, по низким же местам и долинам заметов» — добраться в зимнее время из Саратова на Узени было практически невозможно. Тогда в наместническом правлении отыскали снятый ещё при наместнике П. С. Потемкине план Саратовского Заволжья — и, по совету знающих людей, выбрали на Большом Узене место для строительства города-крепости. Надо сказать, что место это было весьма удачное. С юга протекала река, а за нею рос дубовый лес. С севера, запада и востока на многие вёрсты раскинулась хорошо просматриваемая степь. В конце декабря того же года чертежи проектируемому городу были сделаны и препровождены для апробации в Санкт-Петербург.

Закладка города-крепости на реке Большой Узень состоялась в середине мая 1788 года. Инженерная команда, под руководством капитана Зубкова, приступила к разметке участков. Очевидец строительных работ — дьячок Саратовской Крестовоздвиженской церкви Г. А. Скопин - записал в своем дневнике: 
В мае месяце на Узенях новый город заложили, где и наместник Чертков был.
 Вскоре в Петербурге получили от В.А. Черткова обстоятельный рапорт, в котором он сообщил о закладке города-крепости и запрашивал высочайшее мнение о названии. 21 августа 1788 года Екатерина II дала лаконичное распоряжение: 
Город сей именовать Узени.
 Так город-крепость получил общее имя с регионом, над которым должен был главенствовать. Крепость имела чёткую геометрическую планировку в форме правильного многоугольника. Её опоясывал сухой ров шириною три и глубиною две сажени. В двух саженях от рва шёл земляной вал, на котором размещалось 12 батарей с 49 орудиями. У крепости было пять палисадниковых ворот: Саратовские, Иргизские, Уральские и двое Узенских. Столько же имелось мостов с будками и платформами...
21 же августа 1788 года Екатерина издала Указ о заселении крестьянами земель в Узенях. Согласно этому Указу начинается переселение малоземельных крестьян из центральной России и Украины в Заволжье. В 1790 году было основано село Чертанла (позднее преобразовано в город Новоузенск).

В январе 1797 года Павел I отправил на Иргиз, Яик и Узени своего личного представителя — сенатора П. С. Рунича, дав ему следующий наказ: 
Ехать Вам в Узени и прилежащие места, уверить жительствующих о моём к ним благоволении и о желании  видеть их всегда в спокойствии и довольствии.
Термин «Узени» встречается в «Истории Пугачевского бунта» А. С. Пушкина и в VI томе "России" П. П. и В. П. Семёновых-Тян-Шанских, а также в ряде статей Википедии.
В первой половине XIX века украинские крестьяне основывают в Узенях село Дергачи. Сохранился позднейший документ от 1885 года, который был вручён крестьянину Тамбовской губернии, Спасского уезда, Степину Василию Кузьмичу, разрешающий ему с семьей и еще 49 семьями поселиться на территории Новоузенского уезда, Самарской губернии.
В суровые годы Гражданской войны на Узенях происходили ожесточённые схватки между красными частями (под командованием Чапаева и Фурманова) и возродившимся после Февральской революции Яицким казачьим войском. Красными была захвачена станица Сламихинская (ныне посёлок Жалпактал). К 1920 году казаки потерпели поражение в неравной борьбе...
В советской научной и справочной литературе топоним «Узени» встречался крайне редко. В 1928 году значительная часть Узеней вошла в состав Новоузенского района – одного из крупнейших в Заволжье. Изначально Новоузенский район входил в состав Пугачёвского округа Нижневолжского края. В 1930 году перешёл в непосредственное подчинение Нижневолжского края, а с 1934 года – Саратовской области. В 1937 г. в Узени были депортированы курды из Советского Азербайджана.

## Населённые пункты Узеней
- Краснопартизанский район Саратовской области: сёла Милорадовка, Головинщено.
- Ершовский район Саратовской области: город Ершов, сёла Перекопное, Краснянка, Васильевка, Александрия, Семёно-Полтавка, посёлок Целинный, сёла Михайловка, Осинов Гай, Новорепное, Орлов Гай.
- Дергачёвский район Саратовской области: село Дергачи, село Золотуха.
- Новоузенский район Саратовской области: сёла Куриловка, Крепость Узень,Таловка, Дмитриевка, Радищево, город Новоузенск, посёлок Алгайский, село Петропавловка (на территории района по реке Малый Узень проходит граница с Казахстаном).
- Александрово-Гайский район Саратовской области: сёла Луков Кардон, Александров Гай, Новоалександровка, посёлок Приузенский, село Варфоломеевка (на территории района по реке Малый Узень проходит граница с Кахахстаном).
- Западно-Казахстанская область: Койынды (Березино), Ашысай (Русская Таловка), Байтурган, Порт-Артур, Егинсай, Жанажол, Жалпактал(Фурманово), Караузень, Карасу, Ленинское, Таловка, Кашанколь, Казталовка, Бостандык, Коктерек.
- Фёдоровский район Саратовской области: село Борисоглебовка.
- Питерский район Саратовской области: сёла Алексашкино, Козловка, Новотулка, Моршанка, Мироновка, Питерка, Агафоновка, Малый Узень.

## Узени в культурных проектах
- 29 ноября 2022 года в городе Энгельс, в помещении социокультурного центра ГАПОУ СО «ЭПЭК», состоялась презентация фотовыставки «УЗЕНИ» известного фотохудожника Виталия Кошкина, автора серии книг «Россия, которая рядом».

- 24 февраля 2025 года в Саратовской областной универсальной научной библиотеке состоялась презентация книги Али-хазрата Хабибуллина и Карима Абдуллина «Татарские сёла на реке Большой Узень».